# Ziziphus pubiflora
Ziziphus pubiflora är en brakvedsväxtart som först beskrevs av Dc., och fick sitt nu gällande namn av Joseph Decaisne. Ziziphus pubiflora ingår i släktet Ziziphus och familjen brakvedsväxter. Inga underarter finns listade i Catalogue of Life.